# (5634) Victorborge
(5634) Victorborge es un asteroide perteneciente al cinturón de asteroides descubierto el 7 de noviembre de 1978 por Eleanor F. Helin y el también astrónomo Schelte John Bus desde el Observatorio del Monte Palomar, Estados Unidos.

## Designación y nombre
Designado provisionalmente como 1978 VT6. Fue nombrado Victorborge en honor a Victor Borge, nacido Borge Rosenbaum, fue un músico y comediante danés, que comenzó su carrera como pianista clásico. Cuando Dinamarca estuvo ocupada durante la Segunda Guerra Mundial, escapó a los EE. UU., donde saltó a la fama con su show donde combinaban obras clásicas a piano y bromas.

## Características orbitales
Victorborge está situado a una distancia media del Sol de 2,146 ua, pudiendo alejarse hasta 2,324 ua y acercarse hasta 1,967 ua. Su excentricidad es 0,083 y la inclinación orbital 3,363 grados. Emplea 1148,42 días en completar una órbita alrededor del Sol.

## Características físicas
La magnitud absoluta de Victorborge es 14,6. 